# Трубчастий електронагрівник

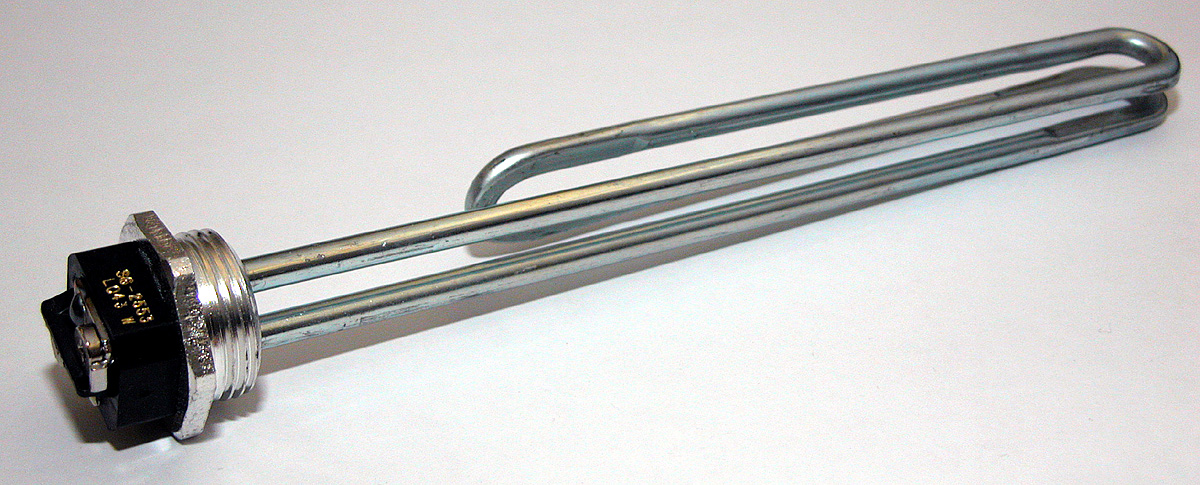
ТЕН промислової посудомийної машини

Тру́бчастий електронагрівни́к (ТЕН) — електричний нагрівник опору, що складається з нагрівального елементу з контактними стрижнями на кінцях, найчастіше запресованого разом з електроізоляційним наповнювачем в металеву оболонку.

## Загальне
ТЕН було винайдено і запатентовано у США (Вашингтон, округ Колумбія) 20 вересня 1859 року Джорджом Б. Сімпсоном.
Трубчастий електронагрівник, зазвичай, виготовляється у вигляді металевої трубки, заповненої теплопровідним електричним ізолятором (наповнювачем). Точно по центру ізолятора розташовано нагрівальний елемент у вигляді струмопровідної ніхромової нитки певного електричного опору, для перетворення електричної енергії на теплову, яка передається на поверхню нагрівача. 
У продажу наявні також трубчасті електронагрівники з керамічними оболонками, наприклад для інфрачервоних саун, та з трубками із кварцового скла, тощо.

## Терміни та визначення

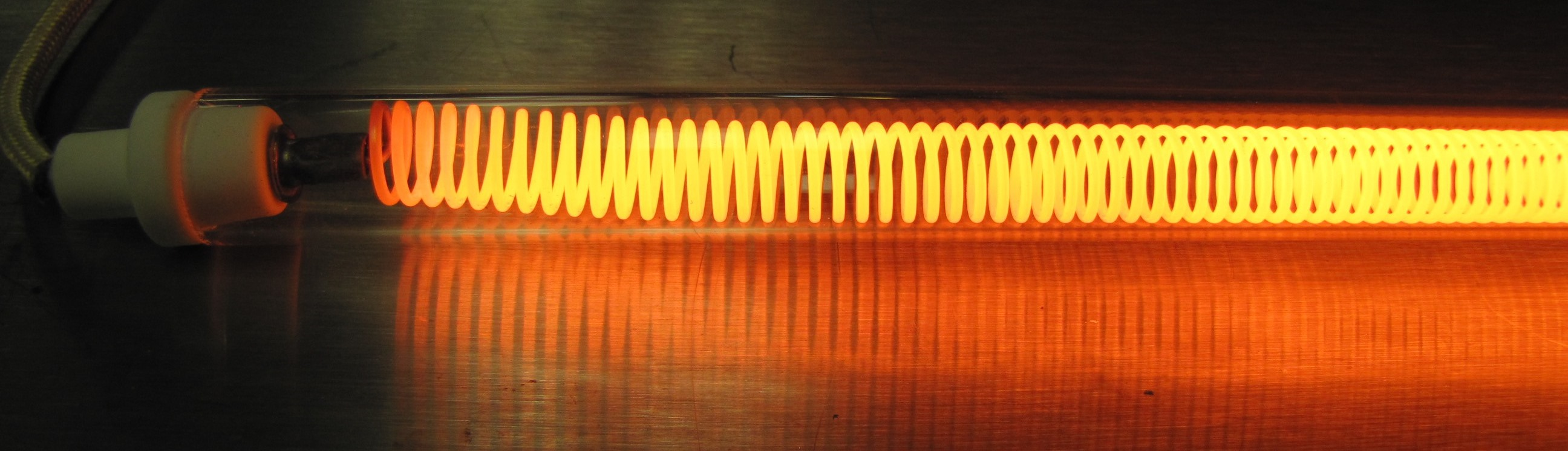
Спіральний трубчастий електронагрівник від електричного тостера. Нагрівальний елемент поміщено у кварцову трубку без наповнювача.

Нагрівальний елемент — металевий провідник зі сплаву, з високим питомим опором.
Наповнювач — ущільнений ізолювальний матеріал, що оточує електронагрівний елемент.
Герметизація торців — заповнення торців ТЕНа матеріалом, котрий забезпечує захист наповнювача від впливу на нього вологи.
Контактний стрижень — струмопровідна металева деталь, яка слугує для приєднання ТЕН-а до мережі живлення.
Активна довжина — частина ТЕНа, у якій розташовується нагрівальний елемент.
Активна поверхня — поверхня ТЕНа на його активній довжині.
Розгорнута довжина — сума довжин прямолінійних та вигнутих ділянок ТЕНа.
Питома поверхнева потужність ТЕН — потужність, що припадає на 1 см² активної поверхні.
Опір ізоляції ТЕН — електричний опір ізоляційного матеріалу, виміряний між струмопровідними частинами і металевою оболонкою.
Робоча температура — температура на активній частині оболонки ТЕНа, яка виникає при експлуатації в умовах нормальної тепловіддачі за нормальних напруг.
Холодний стан ТЕН — термічний стан, при якому температура довільної частини ТЕНа відрізняється не більше ніж на 3° від температури навколишнього середовища.
Гарячий (робочий) стан ТЕН — стан ТЕНа при встановленому режимі в умовах нормальної тепловіддачі.
Номінальна потужність споживання ТЕН — потужність, що споживається ТЕНом в умовах нормальної тепловіддачі при робочій температурі, що вказана виробником на виробі.

## Використання
ТЕНи використовуються як комплектуючі у промислових та побутових приладах та установках і служать для нагрівання:
- повітря та інших газів та їх сумішей;Позначення на схемах нагрівального елемента

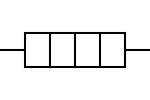
Позначення на схемах нагрівального елемента

- води і слабких розчинів кислот та лугів;
- жирів та олив;
- прес-форм;
- легкоплавких металів та сплавів;
- селітри при плавленні.

Трубчасті електронагрівачі, порівняно з іншими типами нагрівачів, вирізняються:
- можливістю їх застосовувати при безпосередньому дотику з середовищами нагрівання газоподібними та рідкими при тиску до 9,8·105 Па, а також твердими;
- надійністю при вібраціях та значних ударних навантаженнях;
- різноманітною геометричною конфігурацією;
- відсутністю електричної напруги на оболонці ТЕНа (за винятком одно-кінцевих ТЕНів з напругою 36 В, що мають струмопровідну оболонку).

Експлуатація ТЕНів у тому чи іншому середовищі обмежується хімічною стійкістю оболонки і гранично допустимою температурою. ТЕНи не призначені для роботи у вакуумі і не є вибухобезпечними. Вибухобезпечність устаткування з використанням ТЕНів забезпечується конструкцією самої установки (системи) і визначається проектними організаціями, які несуть відповідальність за безпеку запроектованих установок.

## Технічні показники трубчастих наповнених електронагрівників
Основні параметри промислових трубчастих електронагрівників промислового призначення.
1. Як наповнювач використовується кристалічний оксид магнію (периклаз).
2. Оболонками слугують електрозварні або суцільнотягнуті трубки зі сталі марок сталь 10 і 12Х18Н10Т, труби з міді, латуні та алюмінієвих сплавів.
3. Діаметр оболонки обирають з ряду 6,5; 8; 8,5; 9,5; 10; 13 або 16 мм
4. Одинична потужність може становити від 0,1 до 25 кВт
5. Напруга живлення може бути 12, 24, 36, 42, 48, 60, 127, 220 або 380 В
6. Максимальна температура нагрівання 750°С
7. Найбільша розгорнута довжина 250…6300 мм

Технічні характеристики ТЕН побутового призначення регламентуються ГОСТ 19108-81.

### Структура умовного позначення
ТЕН загальнопромислового призначення маркується за шаблоном: ТЕН-XXX/XXX УХЛ4 ГОСТ 13268-88:
ТЕН — трубчастий електронагрівник;
Х — розгорнута довжина ТЕНа по оболонці L, см;
Х — довжина контактного стрижня Lк, мм або умовна познака, наприклад, A (для 40 мм), B (для 60 мм) і т. д. аж до H (для 630 мм);
Х — номінальний діаметр ТЕНа, мм;
/ — роздільник;
Х — номінальна потужність, кВт;
Х — середовище нагрівання і матеріал оболонки ТЕНа (за ГОСТ 13268);
Х — номінальна напруга, В;
УХЛ4 — кліматичне виконання і категорія розташування за ГОСТ 15150-69.
Приклад:
ТЕН-100A13/3,5J220 УХЛ4 ГОСТ 13268-88
означає ТЕН з розгорнутою довжиною 1000 мм, з контактним стрижнем завдовжки 40 мм, діаметром 13 мм, номінальною потужністю 3,5 кВт, для води, на номінальну напругу 220 В.
Характерні випадки застосування ТЕН і питомі поверхневі потужності залежно від умов експлуатації та матеріал оболонки наведені у таблиці:
Умовні познаки середовища нагрівання за ГОСТ 12368-88
| Умовна познака середовища нагрівання | Середовище нагрівання                                | Характер нагрівання | Питома потужність Вт/см², не більше | Матеріал оболонки ТЕН         |
| ------------------------------------ | ---------------------------------------------------- | --- | ----------------------------------- | ----------------------------- |
| X                                    | Вода, слабкий розчин лугів та кислот (pH від 5 до 9) | Нагрівання, кип'ятіння з максимальною температурою на оболонці 100°С                                                                      | 9,0                                 | Мідь та латунь (з покриттями) |
| J                                    | Вода, слабкий розчин лугів та кислот (pH від 5 до 7) | Те ж | 15,0                                | Нержавка жаростійка сталь     |
| P                                    | Вода, слабкий розчин лугів та кислот(pH від 7 до 9)  | Те ж | 15,0                                | Вуглецева сталь               |
| Q                                    | Вода, слабкий розчин лугів та кислот (pH від 5 до 7) | Те ж | 9,5                                 | Алюмінієві сплави             |
| S                                    | Повітря, ін. гази та суміші газів                    | Нагрівання у спокійному газовому середовищі до робочої температури на оболонці ТЕН 450°С                                                  | 2,2                                 | Вуглецева сталь               |
| T                                    | Повітря, ін. гази та суміші газів                    | Нагрівання у спокійному газовому середовищі до робочої температури на оболонці ТЕН 450°С                                                  | 5,0                                 | Нержавка жароміцна сталь      |
| O                                    | Повітря, ін. гази та суміші газів                    | Нагрівання у рухомому зі шв. 6 м/с повітряному середовищі до робочої температури на оболонці ТЕН 450°С                                    | 5,5                                 | Вуглецева сталь               |
| K                                    | Повітря, ін. гази та суміші газів                    | Нагрівання у рухомому зі шв. не менше за 6 м/с повітряному середовищі до робочої температури на оболонці ТЕН 450°С                        | 6,5                                 | Нержавка жаростійка сталь     |
| R                                    | Повітря, ін. гази та суміші газів                    | Нагрівання у рухомому зі шв. не менше 6 м/с повітряному середовищі до робочої температури на оболонці ТЕН 450°С                           | 3,1                                 | Вуглецева сталь               |
| N                                    | Повітря, ін. гази та суміші газів                    | Нагрівання у рухомому зі шв. не менше 6 м/с повітряному середовищі до робочої температури на оболонці ТЕН 450°С                           | 5,1                                 | Нержавка жаростійка сталь     |
| Z                                    | Жири та оливи                                        | Нагрівання у ваннах та ін. ємкостях | 3,0                                 | Вуглецева сталь               |
| V                                    | Луги, лужно-селітрова суміш                          | Нагрівання і плавлення у ваннах та ін. ємкостях з робочою температурою на оболонці ТЕН до 600°С                                           | 3,5                                 | Вуглецева сталь               |
| W                                    | Легкоплавкі метали:олово, свинець тощо.              | Те ж, з робочою температури на оболонці ТЕН 450°С                                                                                         | 3,5                                 | Вуглецева сталь               |
| L                                    | Ливарні форми, прес-форми                            | ТЕН, що вставлені в отвори. Є гарантований контакт з металом, що нагрівається. Нагрівання до робочої температури на оболонці ТЕН до 450°С | 5,0                                 | Вуглецева сталь               |
| Y                                    | Металеві плити з алюмінієвих сплавів                 | ТЕН залито у вироби. Робота з термообмежувачами з робочою температурою на оболонці ТЕН до 320°С                                           | 13,0                                | Вуглецева сталь               |

## Особливості експлуатації
Перед застосуванням ТЕНа, перевіряють:
- опір ізоляції (у разі його зниження нижче від 0,5 МОм або збільшення струму витоку понад 0,75 мА/кВт ТЕН слід просушити за температури 120…150°С протягом 4—6 годин);
- надійність заземлення;
- захист струмопровідних частин від випадкового дотику до них та потрапляння бризок (для сухих ТЕН-ів); усі монтажні і ремонтні роботи слід проводить за відсутності електричної напруги;

Під час використання ТЕНів:
- необхідно стежити за станом контактних стрижнів струмопровідних провідників, не допускаючи ослаблення електричних з'єднань;
- коли підтягують контактні гайки, не допускається прокручування контактних стрижнів в корпусі ТЕНа;
- активна частина ТЕНа повинна бути розташована повністю у робочому середовищі;
- при нагріванні твердих тіл (деталей штампів, прес-форм, ливарних форм) треба забезпечити надійний тепловий контакт оболонки із середовищем нагрівання;
- у разі послідовного з'єднання ТЕНів, їхня загальна електрична потужність зменшується в таку кількість разів, скільки сполучається нагрівників, і навпаки — коли з'єднання паралельне, спільна потужність ТЕНів збільшується;
- не допускається застосування кварцових трубчастих електронагрівників, у вертикальному положенні (щодо подібних керамічних нагрівників, існують різновиди як для горизонтального, так і вертикального використання — відрізняються позначеннями).